# 山蜘蛛
山蜘蛛，是中国传说的妖怪，记载于宋钱易《南部新书》，垂的丝像匹布，体型大的像车轮。后被人引弓射杀,并断了数根丝收走。瑯嬛記也有山蜘蛛，也说垂的丝如布，和大如車輪，也被引弓射殺。

## 参看
- 中国妖怪列表
- 土蜘蛛